# Coordonate astronomice ecliptice
Coordonatele astronomice ecliptice sunt coordonate astronomice având la bază planul orbitei Pământului (ecliptica).
Coordonatele ecliptice sunt longitudinea și latitudinea (ecliptice).
Latitudinea unui punct de pe sfera cerească este unghiul dintre direcția de la observator spre acel punct și planul paralel la planul orbitei Pământului prin punctul în care se află observatorul. Latitudinea este considerată cu semnul plus dacă punctul este la nord de planul eclipticii și cu semnul minus dacă se află la sud.
Longitudinea unui punct este unghiul format de proiecțiile pe planul eclipticii ale direcțiilor de la observator spre punctul vernal și spre punctul considerat. Longitudinea se măsoară de la punctul vernal spre est, de la 0° la 360°, similar cu ascensia dreaptă. 
Longitudinea Soarelui crește în timpul deplasării sale anuale de-a lungul eclipticii.